# Insee Indices et séries
Insee Indices et séries est une base de données mise en ligne par l'Institut national de la statistique et des études économiques (Insee).
L'accès à la base de données est libre, sans abonnement ni inscription, et gratuit. Les conditions de re-diffusion sont précisées sur le site de l'Insee qui indique que les données « peuvent être réutilisées, y compris à des fins commerciales, sans licence et sans versement de redevances autres que celles collectées par les sociétés de perception et de répartition des droits d'auteur régies par le titre II du livre III du code de la propriété intellectuelle ; la réutilisation est toutefois subordonnée au respect de l'intégrité de l'information et des données et à la mention précise des sources. ».

## Domaines
- Démographie
- Marché du travail, chômage,emploi
- Salaires, revenus et cotisations sociales
- Agriculture
- Construction logement
- Transports
- Indices des prix à la consommation - IPC
- Indices de la production industrielle - IPI
- Indices des commandes en valeur reçues dans l'industrie
- Indices de chiffre d'affaires - ICA
- Indices de prix de production et d'importation de l'industrie et des services aux entreprises
- Démographie d'entreprises
- Marché monétaire
- Dette publique au sens de Maastricht
- Échanges extérieurs
- Indices de prix et cours internationaux des matières premières importées